# Hermann Harrauer
Hermann Harrauer (* 27. April 1941 in Hofkirchen im Mühlkreis) ist ein österreichischer Papyrologe.

## Leben
Nach dem Besuch der Volksschule in Hofkirchen wechselte er 1953 auf das humanistische Gymnasium im Internat der Unbeschuhten Karmeliten in Linz und 1957 auf das humanistische Rainer-Gymnasium in Wien. Seine schulische Laufbahn schloss er jedoch 1961 in Stift Wilhering mit der Matura ab. Anschließend studierte er Klassische Philologie, Alte Geschichte und Klassische Archäologie an der Universität Wien, wo er 1969 promoviert wurde und danach als wissenschaftlicher Assistent arbeitete. In dieser Zeit schrieb er zusammen mit Hans Schwabl ein Nachschlagewerk über Zeus. Im Mai 1972 nahm er eine Stelle an der Österreichischen Nationalbibliothek (ÖNB) an. Diese Tätigkeit wurde 1973 von einer Wehrdienstzeit beim Bundesheer unterbrochen und 1984 wurde er Leiter der Papyrussammlung der ÖNB.
Schon seit 1981 hielt er Vorlesungen für griechische und lateinische Papyrologie, doch erst 1987 habilitierte er sich für dieses Fach mit einer Schrift über Neue Texte zum Steuerwesen im 3. Jh. v. Chr. 1995 wurde er zum außerordentlichen Universitätsprofessor der Universität Wien ernannt und 1999 zum titulierten Universitätsprofessor. Am 1. Dezember 2005 trat er in den Ruhestand.

## Schriften (Auswahl)
- A bibliography to the Corpus Tibullianum. Gerstenberg, Hildesheim 1971, ISBN 3-8067-0014-1.
- A bibliography to Propertius. Gerstenberg, Hildesheim 1973, ISBN 3-8067-0352-3.
- A bibliography to Catullus. Gerstenberg, Hildesheim 1979, ISBN 3-8067-0787-1.
- Die Papyrussammlung der Österreichischen Nationalbibliothek: Katalog der Sonderausstellung 100 Jahre Erzherzog Rainer. Österreichische Nationalbibliothek, Wien 1983 (zusammen mit Helene Loebenstein).
- Ein neues Dokument zu Roms Indienhandel: P. Vindob. G 40822. Verlag der Österr. Akad. d. Wiss., Wien 1986 (zusammen mit Pieter J. Sijpesteijn).
- Corpus papyrorum Raineri – Neue Papyri zum Steuerwesen im 3. Jh. v. Chr., de Gruyter, Berlin 1987, ISBN 3-85119-225-7.
- Die Kopten – Nachbarn des Sudan: Katalog zur Ausstellung der Papyrussammlung der Österreichischen Nationalbibliothek im Nordico-Museum der Stadt Linz; Linz, 1. April bis 19. August 2001; Klagenfurt, 22. Jänner bis 1. Mai 2002. Linz, 2001, ISBN 3-85484-433-6 (zusammen mit Ulrike Horak).